# دونس سیتی (اورگن)
دونس سیتی (به انگلیسی: Dunes City) شهری در شهرستان لانه ایالت اورگن است و در سرشماری سال ۲۰۱۱ میلادی، ۱٬۳۰۳ نفر جمعیت داشته که نسبت به سال ۲۰۱۰، ۰٫۱۵ درصد رشد جمعیت داشته‌است.

## موقعیت جغرافیایی
موقعیت جغرافیایی شهرها و مناطق اطراف به شرح زیر است: